# Grêmio Náutico Gaúcho
O Grêmio Náutico Gaúcho (GNG) é um clube desportivo brasileiro, sediado na cidade de Porto Alegre, capital do estado do Rio Grande do Sul. Suas cores são as mesmas da bandeira gaúcha: verde, vermelho e amarelo.

## História
O Grêmio Náutico Gaúcho foi fundado no dia 7 de abril de 1929. Foram seus fundadores: Luiz Pinto Chaves Barcellos, Olyntho Sanmartin, Agnello de Lucca, Alfredo Streppel, Gil Azambuja Fortuna, Zeferino Ribeiro, Ernesto Jorge Bülau e Rodolpho Kesller Bülau. Seu primeiro presidente foi Luiz Pinto Chaves Barcellos.
A primeira sede do clube foi construída onde atualmente localiza-se a sede social, na Avenida Praia de Belas, n. 1948, no Bairro Menino Deus. O clube ainda dispõe de uma sede campestre no Bairro Belém Novo.